# Thérèse - The Story of Saint Thérèse of Lisieux
Thérèse - The Story of Saint Thérèse of Lisieux è un film del 2004 diretto da Leonardo Defilippis.
È una trasposizione cinematografica della biografia di Thérèse Martin, meglio nota come Teresa di Lisieux.